# Brachiolejeunea conduplicata
Brachiolejeunea conduplicata là một loài Rêu trong họ Lejeuneaceae. Loài này được (Stephani) Gradst. mô tả khoa học đầu tiên năm 1994.